# Sása (Zvolen)
Sása é um município da Eslováquia, situado no distrito de Zvolen, na região de Banská Bystrica. Tem 24,67 km² de área e sua população em 2018 foi estimada em 934 habitantes.

## Demografia
| Ano:        | 1994 | 2004   | 2014   | 2024    |
| ----------- | ---- | ------ | ------ | ------- |
| Broj ljudi: | 889  | 951    | 933    | 830     |
| Razlika:    |      | +6,97% | -1,89% | -11,03% |

| Ano:               | 2023 | 2024   |
| ------------------ | ---- | ------ |
| Número de pessoas: | 857  | 830    |
| Diferença:         |      | -3,15% |